# 金斯伯勒 (紐約州)
金斯伯勒（英語：Kingsboro）是位於美國紐約州富爾頓縣的非建制地區。

## 歷史
金斯伯勒的郵局於1838年設立，其後於1887年停運。

## 地理
金斯伯勒所處的海拔為高於海平面274米（即899英呎），而該地所採用的時區為UTC-5，即北美东部时区（EST）。同時該地設有夏令時間，為UTC-5調快一小時，即UTC-4（EDT）。